# Mieke Versyp
Mieke Versyp, née le 15 octobre 1965 à Gand (province de Flandre-Orientale), est une écrivaine, dramaturge et scénariste et de romans graphiques belge néerlandophone.

## Biographie
Mieke Versyp naît le 15 octobre 1965 à Gand,.
Elle étudie la philosophie à l'Université de Gand et est fascinée par les arts. Elle est active pendant un certain temps comme critique dramatique et de danse et jusqu'en 2011. Elle est également dramaturge de production permanente au centre artistique flamand pour enfants KOPERGIETERY (nl) à Gand de 1996 à 2011. Elle devient ensuite dramaturge indépendante pour ce centre artistique et le Studio Orka (nl), entre autres,. En 2004, elle fonde la compagnie théâtrale Jenny avec, entre autres, l'illustratrice et autrice Gerda Dendooven. Depuis 2013, elle est dramaturge à temps partiel de la compagnie Laika, à Anvers,,. Elle contribue à l'élaboration du texte et du scénario de la piste Brueghel du Musée en plein air de Bokrijk (2019).
Elle guide régulièrement des étudiants en master et de jeunes créateurs qui présentent leurs premières créations,. En 2007, elle décide de se concentrer sur la littérature jeunesse et écrit son premier livre publié aux éditions Lannoo.

### Écrivaine
L'écrivaine gantoise fait ses débuts en 2007 avec le saisissant livre d'images Linus, illustré par Pieter Gaudesaboos (nl) et Sabien Clement, qui reçoit un Boekenwelp (nl), le prix flamand La Chouette d'or dans la catégorie Littérature jeunesse en 2008 qu'elle partage avec Sabine Clement et le CJ Picture Book Award 2008, décerné au festival CJ Picture Book à Séoul en Corée. Le livre sera également adapté au théâtre par la compagnie Tank en 2011. Elle n'écrit pas seulement des livres d'images, mais avec Eksternacht, elle réalise également un recueil de courtes histoires autobiographiques sur les amours ratées dans les années 1940, 1950 et 1960. Les histoires parlent de ses parents et de ses grands-parents et le livre est rempli de dessins, de photos et d'objets de cette période.
Elle crée des histoires imaginatives et crée une bonne interaction entre le texte et l'illustration. Elle travaille également avec toutes sortes d'illustrateurs, notamment avec Trui Chielens (nl) pour Hoe ik het kopbeest versloeg: 23 manieren om niet onzichtbaar te zijn [« Comment j'ai vaincu la bête à tête : 23 façons de ne pas être invisible »] (mention spéciale des prix pour la littérature jeunesse de la province de Flandre 2015). Le personnage principal Taula vous emmène dans son monde ; une adolescente dans une maison avec sept enfants de pères différents. L'écrivaine n'évite pas un sujet et même si le thème peut paraître lourd, le ton reste léger. Et cet élément caractérise aussi immédiatement le style de Mieke Versyp ; des histoires ludiques aux strates doubles et sombres qui ne laisseront pas petits et grands indifférents.

### Peau
En 2021, elle écrit un scénario pour Sabien Clement qu'elle retrouve à l'occasion Vel, son premier roman graphique publié aux éditions Oogachtend. L'année suivante, il est traduit par Peau, aux Éditions Çà et là. Il fait partie de la sélection officielle du meilleur album de l'année au festival international de la bande dessinée d'Angoulême 2023 et il est également le favori de la rédaction du site ActuaBD. Il lui vaut d'être récipiendaire du prix Henry van de Velde dans la catégorie graphique qu'elle partage avec Sabien Clement en 2023. La même année, elles se partagent également le prix Bédélys étranger décerné lors du Festival BD de Montréal. Elle reçoit également la même année le prix René-Goscinny du jeune scénariste pour cet ouvrage.

### Vie privée
Elle vit à Gand et elle a une fille.

## Œuvre

### Dramaturge
- 2023 :
  - Glow ![11]  conception Oriane Varak
  - Korrol[12] mise en scène Hanne Vandersteene.
- 2024 : Aventuras[13].

### Publications

#### Théâtre
- Wij/Zij, personnel de réalisation Le Grand logis, Bruz, 2016 (OCLC 1018391513)
- Pentamerone, personnel de réalisation Carré du Perche, Mortagne, 2017 (OCLC 1010279336)

#### Romans graphiques
- Peau[14],[15],[16], Çà et là, Bussy-Saint-Georges, 7 octobre 2022
Scénario : Mieke Versyp - Dessin et couleurs : Sabien Clement -  (ISBN 9782369903093),Format comics. Prix René-Goscinny[9],[17] jeune scénariste 2023.

## Prix et récompenses
- 2008 :
  -  CJ Picture Book Award 2008, décerné au festival CJ Picture Book à Séoul en Corée[2] :
  - prix Chouette d'or[2] avec Sabien Clement pour Linus ;
  - Boekenwelp (nl)[2] pour Linus ;
- 2023 : 
  -  prix René-Goscinny[9] du jeune scénariste pour Peau ;
  - prix Henry van de Velde dans la catégorie graphique avec Sabien Clement pour Peau[9] ;
  -  prix Bédélys étranger décerné lors du Festival BD de Montréal avec Sabien Clement pour Peau[10].

#### Articles
- (nl) Bart Mertens, « Uitgeverij Oogachtend valt in de prijzen met ‘Vel’ van Sabien Clement en Mieke Versyp », Het Laatste Nieuws,‎ 29 décembre 2022 (lire en ligne, consulté le 18 mai 2024).